# Porphyrinia pernivea
Porphyrinia pernivea är en fjärilsart som beskrevs av Rothschild 1920. Porphyrinia pernivea ingår i släktet Porphyrinia och familjen nattflyn. Inga underarter finns listade i Catalogue of Life.